# Automobiles Talbot-Lago
Pour un article plus général, voir Talbot.
Les Automobiles Talbot-Lago ont été construites à Suresnes entre 1935 et 1960, la société ayant été constituée par le rachat en 1934 de Talbot par l'ingénieur et chef d'entreprise italien Antonio Franco Lago.

## Production
- Type T 105, carrosserie berline 4-portes, coupé, moteur 6-cylindres (1 830 cm3), (67 × 86,5 mm), 10 CV.
- Type T 110, moteur 6-cylindres (2 504 cm3), (75 × 94,5 mm), 14 CV, châssis no 83 650 à 83 912.
- Type T 120, carrosserie berline 4-portes, coupé ou cabriolet, moteur 6-cylindres (2 996 cm3), (78 × 104,5 mm), 17 CV, châssis no 85 000 à 85 700 entre 1935 et 1936.
- Type T 150, carrosserie coupé ou cabriolet, moteur 6-cylindres (2 996 cm3), 17 CV.

après 1936
- Type T 10, moteur 6-cylindres (1 830 cm3), 10 CV.
- Type T 10B, moteur 6-cylindres (1 997 cm3), 11 CV.
- Type T 11, moteur 6-cylindres (1 997 cm3), 11 CV.
- Type T 4 (initialement dénommée T13), moteur 4-cylindres (2 323 cm3), 13 CV,
- Type T 15, moteur 6-cylindres (2 700 cm3), (74 × 104,5 mm), 15 CV.
- Type T 17, moteur 6-cylindres (2 996 cm3), (78 × 104,5 mm), 17 CV.
- Type T 23, moteur 6-cylindres (3 996 cm3), (90 × 104,5 mm), 23 CV.

après 1945

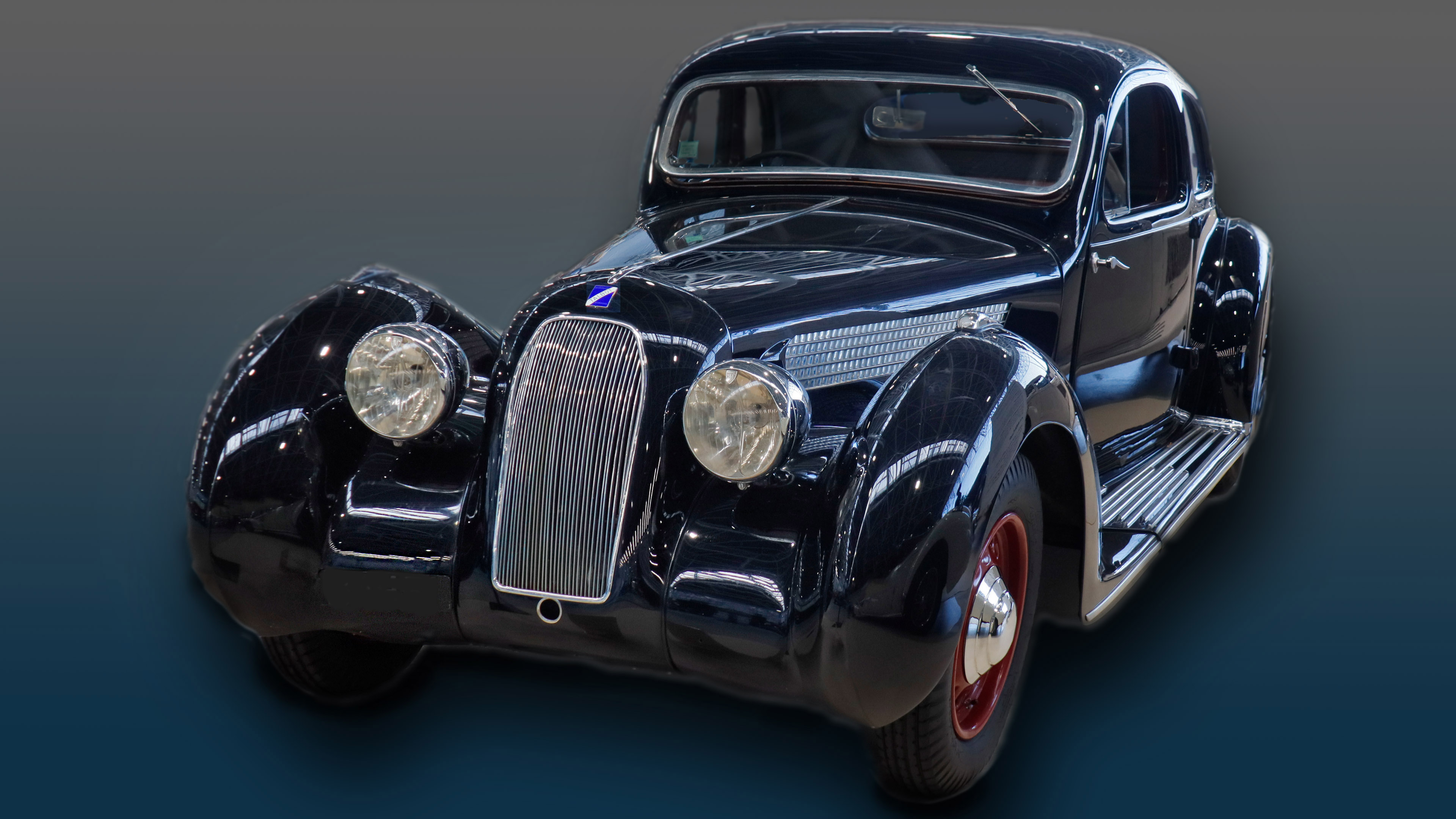

- Type T 26, moteur 6-cylindres (4 482 cm3), (93 × 104,5 mm), 26 CV[1].
- Type T 26 GSL, 26 exemplaires, moteur 6-cylindres (4 482 cm3), (93 × 104,5 mm), 26 CV.
- Type T 15 LB, moteur 4-cylindres (2 960 cm3), 15 CV.
- Type T 14, coupé 2-portes, moteur 4-cylindres (2 500 cm3), 14 CV.

## Véhicules préservés (par numéro de châssis)
- 82930, Type T150-C, carrossée en voiture de course biplace 1936, Rétromobile 2013[2] ;
- 83761, Type T110, carrossée en berline, Italie[3] ;
- 83890, Type T110, carrossée en berline, Suisse ;
- 85105, Type T120 Baby Sport, carrossée en cabriolet par l'usine en 1935 ; Commons
- 85147, Type T120 Baby Sport, carrossée en cabriolet par l'usine en 1935, Rétromobile 2015[4] ;
- 85216, Type T120 3.0 L Baby Sport, carrossée en cabriolet par l'usine en 1935 [5] ; Commons
- 85221, T 120, carrossée en cabriolet par Figoni & Falaschi, 1934 ; Commons
- 85313, Type T120, carrossée en coupé [6] ;
- 85434, Type T120, carrossée en coupé[7] ;
- 85452, Type T120, carrossée en voiture de course biplace (réplique)[8] 1936 ;
- 85456, Type T120, carrossée en berline, France, 1936 ;
- 85493, Type T120, carrossée en coach, France, 1936 (Rétromobile 2015) ;
- 85543, T 120, cabriolet Hermann Graber 1936-46 ; Commons
- 87016, Type T11, carrossée en berline, France, 1936 (Rétromobile 2015) ;
- 87169, Type T11, carrossée en cabriolet 2 + 2 par l'usine en 1937 ; Commons
- 90010, T 150 C, carrossée en cabriolet 2 places par l'usine en 1937 [9] ; Commons
- 90019, Type T150-C, carrossée en cabriolet 2 places par Figoni & Falaschi en 1938, conservée aux États-Unis ; Commons
- 90034, Type T150-C Super Sport, carrossée en coupé 2 places "Jeancart" (précurseur du célèbre coupé "Goutte d'eau") par Figoni & Falaschi en 1938, conservée aux États-Unis ; Commons
- 90048, T 150, carrossée en cabriolet[10], 1938 ;
- 90060, T 150 C Lago Spécial, carrossée en coach par l'usine en 1939 ; Commons
- 90103, Type T150-C SS, carrossée en coupé deux places "Goutte d'eau" par Joseph Figoni en 1937, conservée aux États-Unis ; Commons
- 90105, Type T150-C SS, carrossée en coupé deux places "Goutte d'eau" par Joseph Figoni en 1937, conservée aux États-Unis, 1938 [11]; Commons
- 90106, Type T150-C SS, carrossée en coupé deux places "Goutte d'eau" par Joseph Figoni en 1937, conservée aux États-Unis, 1938 ; [Type T150-C SS, carrossée en coupé deux places "Goutte d'eau" par Joseph Figoni en 1937, Commons]
- 90107, Type T150-C SS, carrossée en coupé deux places "Goutte d'eau" par Joseph Figoni en 1937, conservée aux États-Unis ; Commons
- 90109, Type T150-C SS, carrossée en coupé deux places "Goutte d'eau" par Joseph Figoni en 1937[12] ; Commons
- 90110, Type T150-C SS, carrossée en coupé deux places "Goutte d'eau" par Joseph Figoni en 1937[13] ; Commons
- 90111, Type T150-C, carrossée en cabriolet par Figoni[14] no 611[15] ;
- 90112, Type T150-C SS, carrossée en coupé deux places "Goutte d'eau" par Joseph Figoni en 1937[16] ; Commons
- 90113, Type T150-C, carrossée en coupé par Figoni, à restaurer, États-Unis ;
- 90115, Type T150-C, carrossée en coupé par Figoni ;
- 90117, Type T150-C SS, carrossée en coupé deux places "Goutte d'eau" par Joseph Figoni en 1937, exposée à Rétromobile  2011 ; Commons
- 90118, Type T150-C, carrossée en coupé par Marcel Pourtout ;
- 90119, Type T150-C, carrossée en coupé par Pourtout ;
- 90120, Type T150-C SS, carrossée en coupé 2 places par Pourtout en 1939 ; Commons
- 90123, Type T150-C SS, carrossée en coupé deux places "Goutte d'eau" par Joseph Figoni en 1939, conservée aux États-Unis ; Commons
- 90130, Type T26, modèle de course carrossée en monoplace décalée de 1939 ; Commons
- 90203, Type T150-C 4,5 litres Grand Prix de 1938 ; Commons
- 91509, Type T120, 1939, carrossée en coupé par l'usine[17] ;
- 92007, Type T120, carrossée en cabriolet par l'usine en 1938, revendue aux États-Unis après restauration ; Commons
- 92148, Type T120, 1939, carrossée en coupé par l'usine[18] ;
- 92344, Type T120 Baby Sport, carrossée en cabriolet par l'usine en 1939, conservée aux États-Unis ; Commons
- 93017, Type T23, carrossée en cabriolet par Joseph Figoni en 1938, conservée aux États-Unis ; Commons
- 93056, Type T23 Baby, carrossée en coach Grand Luxe par l'usine en 1938 ; Commons
- 93064, Type T23, carrossée en coupé 2 places "Jeancart" par Joseph Figoni en 1938[19], 1938 ; Commons
- 93095, Type T23, carrossée en coupé par Figoni, préservée en Angleterre[20], 1938 ;
- 93122, Type T23, carrossée en cabriolet par Figoni, 1938 (Rétromobile 2009) ;
- 93261, Type T23, carrossée en cabriolet par Henri Chapron 1939[21] ;
- 93267, Type T23, carrossée en cabriolet 4 places par Henri Chapron en 1939[22] ; Commons
- 93463, Type T23 Major, carrossée en cabriolet 4 places par l'usine en 1938, vendue à Rétromobile 2011 par Artcurial ; Commons
- 93698, Type T23, carrossée en cabriolet, 1939[23] ;
- 93714, Type T23 Master, carrossée en limousine six-glaces sur châssis long[24] ;
- 100002, Type T26 Record, carrossée en cabriolet par l'usine en 1946 ; Commons
- 100007, Type T26 Record, carrossée en cabriolet 4 places en 1947 ; Commons
- 100017, Type T26, carrossée en cabriolet [25] 1947 ;
- 100047, Type T26, Record, carrossée en cabriolet, restauré et exposé à Rétromobile ;
- 100058, Type T26 Record, carrossée en cabriolet par l'usine en 1947[26] ; Commons
- 100092, Type T26 Record, carrossée en cabriolet 4 places par Worblaufen en 1947 ; Commons
- 100175, T26 Record carrossée en cabriolet 4 places Grand Sport par Hermann Graber en 1948 ; Commons
- 100239, Type T26, Record, carrossée en coupé Fastback par Saoutchik, 1947, (Rétromobile 2015)[27] ;
- 100272, Type T26, Record, carrossée en cabriolet par Saoutchik, 1948, (Rétromobile 2015)[28] ;
- 100313, Type T26, carrossée en voiture de course biplace[29] ;
- 100351, Type T26 Record, carrossée en cabriolet 4 places par Graber en 1953[30] ; Commons
- 100365, Type T26, Record, carrossée en cabriolet ;
- 100373, T 26 Record, coach "Surprofilé" carrossé par l'usine Talbot de Suresnes en 1948 ; Commons
- 100453, Type T26, Record, exposée à Rétrolyon 2008 ;
- 101008, Type T26, Record, cabriolet d'usine de 1950[31] ;
- 101016, T 26 Record, cabriolet 4 places d'usine de 1948 ; Commons
- 101021, Type T26, Record, carrossée en berline, noire ;
- 101058, T 26, Record, cabriolet Veth & Zoon de 1950 ; Photos
- 101069, type T26 Record de 1950 recarrossée, après raccourcissement du châssis, en petit cabriolet en 1953 par Hermann Graber dont ce fut la voiture personnelle jusqu'en 1958 ; Commons
- 101115, Type T26, carrossée en voiture de course biplace[32] ;
- 101501, Type T26, carrossée en landaulet pour le Président de la République française ;
- 101502, Type T26, carrossée en limousine[33] ;
- 102017, T 26, Record, cabriolet des Frères Dubos de 1951 ; Photo Commons
- 102026, Type T26, carrossée en coach surprofilé, 1948, (Rétromobile 2015) ;
- 102028, T26 GLS (Grand Sport Long ; 4,5 l pour 97 cv), carrossée en cabriolet 4 places par Hermann Graber en 1950 ; Source
- 103051, Type T26, carrossée en berline, 1953, vendue aux enchères en décembre 2010 à Nogent le Rotrou (28) ;
- 110001, T 26 C, monoplace préservée au musée Henri Malartre à Rochetaillée[34] ;
- 110002, Type T26 C, monoplace restaurée en Australie[35] ;
- 110004, Type T26 C, monoplace restaurée aux États-Unis[36] ;
- 110007, Type T26 C, monoplace préservée en Angleterre[37] ;
- 110009, Type T26 C, monoplace Grand Prix préservée à la Cité de l'automobile à Mulhouse[38] ; Commons
- 110010, Type T26 C, monoplace Grand Prix de 1949 préservée à la Cité de l'automobile à Mulhouse ; Commons
- 110011, Type T26 C, monoplace Grand Prix de 1948 conservée au musée du Circuit de Spa-Francorchamps à Stavelot en Belgique ; Commons
- 110051 à 110054, type T26 C-DA, monoplaces Grand Prix de 1950 ; 052, 054
- 110055 à 110060, Type T26 GS, carrossées en voiture de course biplace[39] ; 055, 056, 057, 058 059
- 110101, T 26, Grand Sport, coupé Jacques Saoutchik de 1948 ; Commons
- 110103, T 26, Grand Sport, coupé Figoni & Falaschi de 1948 ; Commons
- 110105, T 26, Grand Sport, coupé ayant appartenu au pilote amateur André Chambas ; Commons
- 110109, T 26, Grand Sport, carrossée en coach profilé par Saoutchik (à l'état d'épave à Rétromobile 2015) ; Photo Commons
- 110111, T 26, Grand Sport, coupé Saoutchik de 1948 ; Commons
- 110121, T 26, Grand Sport, cabriolet Marius Franay de 1948 ; Commons
- 110124, T 26, Grand Sport, coupé Pennock de 1950 ; Commons
- 110151, T 26, Grand Sport, coupé Saoutchik de 1950 ; Commons
- 110152, T 26, Grand Sport, voiture de course barquette Motto de 1950 ; Commons
- 110154, T 26, Grand Sport, voiture de course berlinette de 1950 ; Commons
- 110155, T 26, Grand Sport, coupé Hermann Graber de 1951 ; Commons
- 110156, T 26, Grand Sport, coupé Saoutchik de 1951 ; Commons
- 110160, T 26, Grand Sport, cabriolet Stabilimenti Farina de 1951 ; Commons
- 111003, Type T26 GS, carrossée en coupé, vendue aux États-Unis ;
- 111005, Type T26 GS, carrossée en coupé, vendue en Angleterre ;
- 111006, T 26, Grand Sport Long, coupé d'usine dessiné par Carlo Delaisse en 1954 ; Commons
- 111017, Type T26 GS, carrossée en coupé par Facel-Metallon[40] ;
- 120168, Type T15 LB, carrossée en cabriolet par Alphonse Guilloré en 1950, (Rétromobile 2015) ;
- 120300, Type T15 LB, carrossée en cabriolet par Guilloré en 1950 ;
- 120331, Type T15 LB, carrossée en cabriolet par Guilloré en 1950, (Rétromobile 2015) ;
- 121524, T 15 LB, berline d'usine de 1950 ; Commons
- 140031, T 14 LS, coupé d'usine de démonstration de 1956 ; Commons
- 140034, Type T14, carrossée en coupé[5], 1956 ;
- 140036, Type T14, carrossée en coupé, moteur no 16030[41] ;
- 140037, T 14 LS, coupé Letourneur & Marchand de 1956 ; Commons
- 140041, Type T14, carrossée en coupé 1956 ;
- 140042, Type T14, carrossée en coupé 1956 ;
- 140062 B, T 14 America (moteur BMW 8  cylindres en V), coupé d'usine de 1958. Commons